# Brue-Auriac
Brue-Auriac – miejscowość i gmina we Francji, w regionie Prowansja-Alpy-Lazurowe Wybrzeże, w departamencie Var.
Według danych na rok 1990 gminę zamieszkiwało 630 osób, a gęstość zaludnienia wynosiła 17 osób/km² (wśród 963 gmin regionu Prowansja-Alpy-W. Lazurowe Brue-Auriac plasuje się na 449. miejscu pod względem liczby ludności, natomiast pod względem powierzchni na miejscu 247.).